# 法蘭西的路易絲
法蘭西的路易絲（法語：Louise de France，1737年7月15日—1787年12月23日），法國國王路易十五的幼女。